# Травкино (Воронежская область)
Травкино — село в Богучарском районе Воронежской области.
Входит в состав Радченского сельского поселения.

## География

### Улицы
- ул. Луговая,
- ул. Парковая,
- ул. Школьная,
- пер. Советский.

## Население
| 2000 | 2005 | 2010 |
| ---- | ---- | ---- |
| 515  | ↘480 | ↘428 |

## История
Село возникло в 1929 г. в связи с организацией совхоза Барсуковский. В 1937 г. переименован в совхоз № 397. С 1957 г. 3-е отделение совхоза Богучарский. В 1996 г. присвоено название Травкино